# Rallye du Mexique 2010
Le Rallye du Mexique 2010 est le 2e rallye du Championnat du monde des rallyes 2010. Il a été remporté par Sébastien Loeb et Daniel Elena sur Citroën C4 WRC.

## Résultats
| Rang              | Pilote             | Copilote            | Numéro            | Voiture                        | Écurie                   | Temps             | Écart             | Points            |
| Toutes catégories | Toutes catégories  | Toutes catégories   | Toutes catégories | Toutes catégories              | Toutes catégories        | Toutes catégories | Toutes catégories | Toutes catégories |
| ----------------- | ------------------ | ------------------- | ----------------- | ------------------------------ | ------------------------ | ----------------- | ----------------- | ----------------- |
| 1.                | Sébastien Loeb     | Daniel Elena        | 1                 | Citroën C4 WRC                 | Citroën Total WRT        | 3 h 42 min 41 s 7 |                   | 25                |
| 2.                | Petter Solberg     | Phil Mills          | 11                | Citroën C4 WRC                 | Petter Solberg WRT       | 3 h 43 min 05 s 9 | 24 s 2            | 18                |
| 3.                | Sébastien Ogier    | Julien Ingrassia    | 7                 | Citroën C4 WRC                 | Citroën Junior Team      | 3 h 43 min 07 s 0 | 25 s 3            | 15                |
| 4.                | Mikko Hirvonen     | Jarmo Lehtinen      | 3                 | Ford Focus RS WRC 09           | Ford Abu Dhabi WRT       | 3 h 44 min 29 s 2 | 1 min 47 s 5      | 12                |
| 5.                | Jari-Matti Latvala | Miikka Anttila      | 4                 | Ford Focus RS WRC 09           | Ford Abu Dhabi WRT       | 3 h 44 min 56 s 8 | 2 min 15 s 1      | 10                |
| 6.                | Henning Solberg    | Ilka Minor          | 6                 | Ford Focus RS WRC 08           | M-Sport Stobart Ford WRT | 3 h 45 min 29 s 7 | 2 min 48 s 0      | 8                 |
| 7.                | Federico Villagra  | Jorge Pérez Companc | 9                 | Ford Focus RS WRC 08           | Munchi's Ford WRT        | 3 h 52 min 55 s 1 | 10 min 13 s 4     | 6                 |
| 8.                | Xavier Pons        | Alex Haro           | 28                | Ford Fiesta S2000              | Nupel Global Racing      | 4 h 01 min 26 s 1 | 18 min 44 s 4     | 4                 |
| 9.                | Martin Prokop      | Jan Tománek         | 21                | Ford Fiesta S2000              | Czech Ford National Team | 4 h 01 min 43 s 7 | 19 min 02 s 0     | 2                 |
| 10.               | Armindo Araújo     | Miguel Ramalho      | 22                | Mitsubishi Lancer Evolution IX | Ralliart Italy           | 4 h 04 min 14 s 2 | 21 min 32 s 5     | 1                 |
| SWRC              |                    |                     |                   |                                |                          |                   |                   |                   |
| 1.(8)             | Xavier Pons        | Alex Haro           | 28                | Ford Fiesta S2000              | Nupel Global Racing      | 4 h 01 min 26 s 1 |                   | 25                |

## Spéciales chronométrées
| Étape        | Spéciale | Heure   | Nom                               | Distance | Vainqueur                        | Temps                            | Leader         |
| ------------ | -------- | ------- | --------------------------------- | -------- | -------------------------------- | -------------------------------- | -------------- |
| 1re (5 mars) | ES1      | 14 h 28 | Alfaro 1                          | 22,96 km | Petter Solberg                   | 14 min 05 s 4                    | Petter Solberg |
| 1re (5 mars) | ES2      | 16 h 01 | Ortega 1                          | 23,83 km | Petter Solberg                   | 13 min 51 s 4                    | Petter Solberg |
| 1re (5 mars) | ES3      | 16 h 49 | El Cubilete 1                     | 18,87 km | Petter Solberg                   | 11 min 49 s 9                    | Petter Solberg |
| 1re (5 mars) | ES4      | 17 h 57 | Super spéciale en ville 1, Leon   | 1,50 km  | Sébastien Ogier                  | 1 min 16 s 6                     | Petter Solberg |
| 1re (5 mars) | ES5      | 19 h 17 | Alfaro 2                          | 22,96 km | Petter Solberg                   | 13 min 56 s 1                    | Petter Solberg |
| 1re (5 mars) | ES6      | 20 h 50 | Ortega 2                          | 23,83 km | Petter Solberg                   | 13 min 41 s 2                    | Petter Solberg |
| 1re (5 mars) | ES7      | 21 h 38 | El Cubilete 2                     | 18,87 km | Sébastien Ogier                  | 11 min 38 s 9                    | Petter Solberg |
| 1re (5 mars) | ES8      | 22 h 53 | Super spéciale 1, circuit de Leon | 2,21 km  | Sébastien Ogier                  | 1 min 37 s 5                     | Petter Solberg |
| 1re (5 mars) | ES9      | 22 h 58 | Super spéciale 2                  | 2,21 km  | Sébastien Ogier                  | 1 min 36 s 9                     | Petter Solberg |
| 2e (6 mars)  | ES10     | 14 h 54 | Ibarrilla 1                       | 29,90 km | Sébastien Loeb                   | 18 min 18 s 3                    | Petter Solberg |
| 2e (6 mars)  | ES11     | 16 h 17 | Duarte 1                          | 23,27 km | Sébastien Loeb                   | 18 min 10 s 2                    | Sébastien Loeb |
| 2e (6 mars)  | ES12     | 17 h 08 | Derramadero 1                     | 23,28 km | Sébastien Loeb                   | 14 min 03 s 7                    | Sébastien Loeb |
| 2e (6 mars)  | ES13     | 18 h 21 | Super spéciale en ville 2, Leon   | 1,50 km  | Sébastien Loeb                   | 1 min 15 s 3                     | Sébastien Loeb |
| 2e (6 mars)  | ES14     | 19 h 52 | Ibarrilla 2                       | 29,90 km | Sébastien Loeb                   | 18 min 01 s 6                    | Sébastien Loeb |
| 2e (6 mars)  | ES15     | 21 h 15 | Duarte 2                          | 23,27 km | Sébastien Loeb                   | 17 min 44 s 9                    | Sébastien Loeb |
| 2e (6 mars)  | ES16     | 22 h 06 | Derramadero 2                     | 23,28 km | Sébastien Loeb                   | 13 min 50 s 4                    | Sébastien Loeb |
| 2e (6 mars)  | ES17     | 23 h 21 | Super spéciale 3                  | 2,21 km  | Sébastien Loeb                   | 1 min 39 s 1                     | Sébastien Loeb |
| 2e (6 mars)  | ES18     | 23 h 26 | Super spéciale 4                  | 2,21 km  | Sébastien Ogier                  | 1 min 38 s 1                     | Sébastien Loeb |
| 3e (7 mars)  | ES19     | 15 h 43 | Guanajuatito                      | 29,13 km | Sébastien Ogier                  | 19 min 47 s 8                    | Sébastien Loeb |
| 3e (7 mars)  | ES20     | 16 h 34 | Sauz Seco                         | 7,05 km  | Annulée pour raisons de sécurité | Annulée pour raisons de sécurité | Sébastien Loeb |
| 3e (7 mars)  | ES21     | 17 h 12 | Comanjilla                        | 17,94 km | Petter Solberg                   | 10 min 16 s 2                    | Sébastien Loeb |
| 3e (7 mars)  | ES22     | 18 h 27 | Super spéciale 5                  | 4,42 km  | Petter Solberg                   | 3 min 12 s 7                     | Sébastien Loeb |

## Classements au championnat après l'épreuve

### Classement des pilotes
| Rang | Pilote               | Rallyes | Rallyes | Rallyes | Rallyes | Rallyes | Rallyes | Rallyes | Rallyes | Rallyes | Rallyes | Rallyes | Rallyes | Rallyes | Total points |
| Rang | Pilote               | SUE     | MEX     | JOR     | TUR     | NZL     | POR     | BUL     | FIN     | GER     | JPN     | FRA     | ESP     | GBR     | Total points |
| ---- | -------------------- | ------- | ------- | ------- | ------- | ------- | ------- | ------- | ------- | ------- | ------- | ------- | ------- | ------- | ------------ |
| 1er  | Sébastien Loeb       | 18      | 25      | -       | -       | -       | -       | -       | -       | -       | -       | -       | -       | -       | 43           |
| 2e   | Mikko Hirvonen       | 25      | 12      | -       | -       | -       | -       | -       | -       | -       | -       | -       | -       | -       | 37           |
| 3e   | Jari-Matti Latvala   | 15      | 10      | -       | -       | -       | -       | -       | -       | -       | -       | -       | -       | -       | 25           |
| 4e   | Sébastien Ogier      | 10      | 15      | -       | -       | -       | -       | -       | -       | -       | -       | -       | -       | -       | 25           |
| 5e   | Petter Solberg       | 2       | 18      | -       | -       | -       | -       | -       | -       | -       | -       | -       | -       | -       | 20           |
| 6e   | Henning Solberg      | 8       | 8       | -       | -       | -       | -       | -       | -       | -       | -       | -       | -       | -       | 16           |
| 7e   | Daniel Sordo         | 12      | 0       | -       | -       | -       | -       | -       | -       | -       | -       | -       | -       | -       | 12           |
| 8e   | Matthew Wilson       | 6       | 0       | -       | -       | -       | -       | -       | -       | -       | -       | -       | -       | -       | 6            |
| 9e   | Federico Villagra    | -       | 6       | -       | -       | -       | -       | -       | -       | -       | -       | -       | -       | -       | 6            |
| 10e  | Mads Østberg         | 4       | -       | -       | -       | -       | -       | -       | -       | -       | -       | -       | -       | -       | 4            |
| 11e  | Xavier Pons          | -       | 4       | -       | -       | -       | -       | -       | -       | -       | -       | -       | -       | -       | 4            |
| 12e  | Martin Prokop        | 0       | 2       | -       | -       | -       | -       | -       | -       | -       | -       | -       | -       | -       | 2            |
| 13e  | Per-Gunnar Andersson | 1       | -       | -       | -       | -       | -       | -       | -       | -       | -       | -       | -       | -       | 1            |
| 14e  | Armindo Araujo       | -       | 1       | -       | -       | -       | -       | -       | -       | -       | -       | -       | -       | -       | 1            |

| Couleur | Résultat                                                         |
| ------- | ---------------------------------------------------------------- |
| Or      | Vainqueur                                                        |
| Argent  | 2e place                                                         |
| Bronze  | 3e place                                                         |
| Vert    | Classé, dans les points                                          |
| Bleu    | Classé, hors des points Non classé (Nc.)                         |
| Mauve   | Abandon (Ab.) Retrait (Re.)                                      |
| Noir    | Disqualifié (Dq.)                                                |
| Blanc   | N'a pas pris le départ (Np.) Forfait (Forf.) Épreuve annulée (A) |
| Aucune  | N'a pas participé (-)                                            |

### Classement des constructeurs
| Rang | Équipe                             | Rallyes | Rallyes | Rallyes | Rallyes | Rallyes | Rallyes | Rallyes | Rallyes | Rallyes | Rallyes | Rallyes | Rallyes | Rallyes | Total points |
| Rang | Équipe                             | SUE     | MEX     | JOR     | TUR     | NZL     | POR     | BUL     | FIN     | GER     | JPN     | FRA     | ESP     | GBR     | Total points |
| ---- | ---------------------------------- | ------- | ------- | ------- | ------- | ------- | ------- | ------- | ------- | ------- | ------- | ------- | ------- | ------- | ------------ |
| 1er  | BP Ford Abu Dhabi World Rally Team | 40      | 22      | -       | -       | -       | -       | -       | -       | -       | -       | -       | -       | -       | 62           |
| 2e   | Citroën Total World Rally Team     | 30      | 25      | -       | -       | -       | -       | -       | -       | -       | -       | -       | -       | -       | 55           |
| 3e   | Citroën Junior Team                | 14      | 15      | -       | -       | -       | -       | -       | -       | -       | -       | -       | -       | -       | 29           |
| 4e   | Stobart M-Sport Ford Rally Team    | 14      | 8       | -       | -       | -       | -       | -       | -       | -       | -       | -       | -       | -       | 22           |
| 5e   | Munchi's Ford World Rally Team     | -       | 8       | -       | -       | -       | -       | -       | -       | -       | -       | -       | -       | -       | 8            |